# Zeloti
Zeloti so zgodovinsko socialno-politično judovsko versko eshatološko gibanje v rimski provinci Judeji. Gibanje je nastalo v času Makabejcev v prvi polovici 1. stoletja pr. n. št. in se dokončno izoblikovalo do sredine 1. stoletja. Poimenovanje izhaja iz grškega ζηλωτής [zelotes], dobesedno: privrženec, navdušenec, v hebrejščini קנאים (množina, izgovor: kanaim; ednina: קנאי kanai).
Delovanje Zelotov nekateri vidijo kot prvi primer terorizma kot načina političnega boja. Znana je udeležba Zelotov v velikem judovskem uporu v letih 66-70 n.št. Jožef Flavij je opisal zelote kot eno izmed štirih sekt judovstva.
Oznaka zelot označujejo nekoga, ki je goreče, nestrpno zavzet za kako, navadno versko idejo, nazor; gorečnež, zagrizenec.